# Through the Past, Darkly (Big Hits Vol. 2)
Through the Past, Darkly (Big Hits Vol. 2) je drugi (službeni) kompilacijski album The Rolling Stonesa. Izašao je ubrzo nakon smrti Briana Jonesa, jednog od osnivača grupe, kojem su članovi i posvetili album.

## Popis pjesama

### UK izdanje
1. "Jumpin' Jack Flash" – 3:40
2. "Mother's Little Helper" – 2:45
3. "2000 Light Years from Home" – 4:45
4. "Let's Spend the Night Together" – 3:36
5. "You Better Move On" – 2:39
6. "We Love You" – 4:22
7. "Street Fighting Man" – 3:15
8. "She's a Rainbow" – 4:11
9. "Ruby Tuesday" – 3:16
10. "Dandelion" – 3:32
11. "Sittin' on a Fence" – 3:02
12. "Honky Tonk Women" – 3:00

### SAD izdanje
1. "Paint It, Black" – 3:20
2. "Ruby Tuesday" – 3:12
3. "She's a Rainbow" – 4:35
4. "Jumpin' Jack Flash" – 3:40
5. "Mother's Little Helper" – 2:40
6. "Let's Spend the Night Together" – 3:29
7. "Honky Tonk Women" – 3:03
8. "Dandelion" – 3:56
9. "2000 Light Years from Home" – 4:45
10. "Have You Seen Your Mother, Baby, Standing in the Shadow?" – 2:33
11. "Street Fighting Man" – 3:10

## Top ljestvice

### Album
| Godina | Ljestvica            | Pozicija |
| ------ | -------------------- | -------- |
| 1969.  | UK Top 20 Albumi     | #2       |
| 1969.  | Billboard Pop Albumi | #2       |

### Singlovi
| Godina | Singl              | Ljestvica             | Pozicija |
| ------ | ------------------ | --------------------- | -------- |
| 1969.  | "Honky Tonk Women" | UK Top 50 Singlova    | #1       |
| 1969.  | "Honky Tonk Women" | The Billboard Hot 100 | #1       |

## Vanjske poveznice
- allmusic.com Through the Past, Darkly (Big Hits Vol. 2)